# Celeb vagyok, ments ki innen!
A Celeb vagyok, ments ki innen! az RTL licencszerződésen alapuló valóságshow-ja. A műsor lényege, hogy ismert személyiségek a dzsungelbe mennek és maguk szerzik az élelmüket különböző feladatok teljesítésével.

## Története
A műsort Angliában találták ki, ott I’m a Celebrity… Get Me Out of Here! címmel futott (Magyarországon a szó szerinti fordításban használták). A Granada London nevű cég, most az ITV Studios licence alapján az USA-t, Németországot, Hollandiát és Franciaországot megjárt valóságshow lényege, hogy tíz híres embert küldenek a dzsungelbe, Argentínába, ahol maguknak kell megszerezniük az élelmet, feladatokat kell végrehajtaniuk, és persze túl kell élniük. A nézők szavazással döntenek arról, hogy kinek milyen feladatot kell végrehajtania, és hogy ki lesz a dzsungel királya illetve királynője.
A műsor első két évada sikeres volt, átlagosan 2 millió körüli nézőszámot hozott. A második széria utolsó adását körülbelül 2 millió 300 ezer magyarországi néző látta. Egy-egy széria 17 adásból és a Celeb vagyok… újra együtt című emlékező műsorból állt.
A nagy sikerre való tekintettel a második széria után szóba került a műsor folytatása, de félbemaradt. Azonban 2014 júniusában bejelentették, hogy 6 évvel az előző két évad után, ősszel elindul a sorozat következő évada az RTL-en.

## Helyszín, forgatás

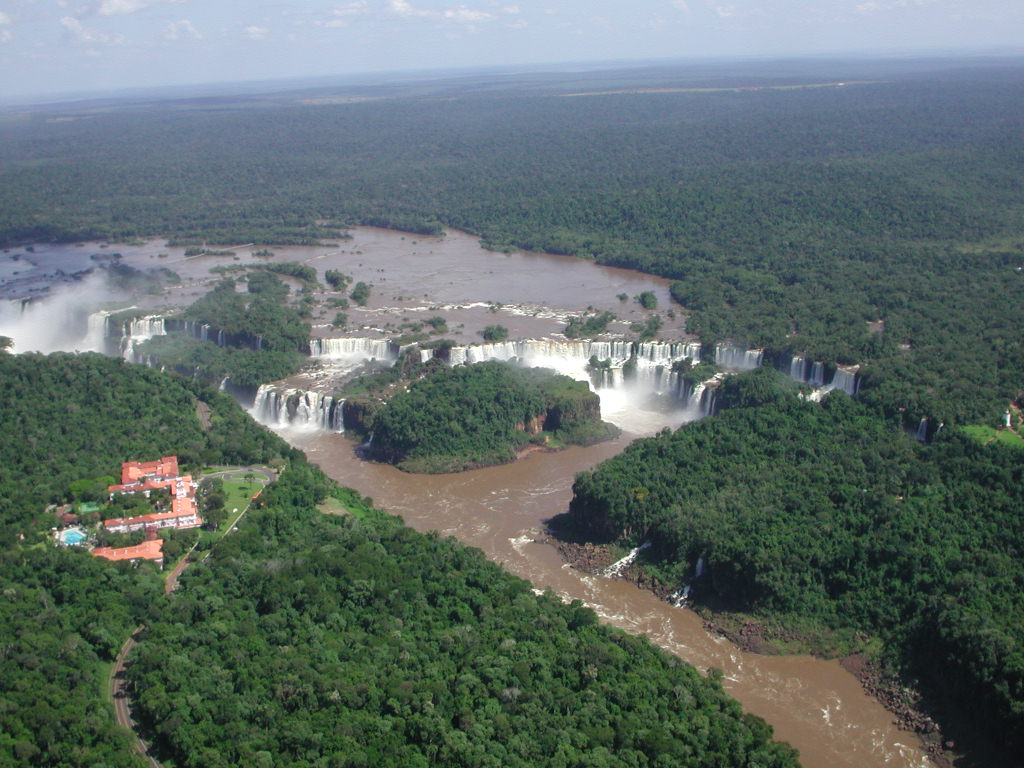
A közeli Iguazú-vízesés Brazília, Paraguay és Argentína határán

A műsor első két évadát Argentínában, az északkeleti Misiones tartomány székhelyétől, Posadastól 126 kilométerre levő Salto Encantado településen, egy magántulajdonban lévő ingatlanon forgatták. A gyártásban 250 fő dolgozott, száznál több magyar, a többiek argentinok. Húsznál több kamerával, napi 24 órán keresztül készült az felvétel, amiből az aznapi adást végül összeállították. Egy-egy adás 10 millió forintnál is magasabb áron készült. A stáb közelében egyébként tényleg volt őserdő.
A harmadik, a negyedik és az ötödik évadot a dél-afrikai Kruger Nemzeti Parkban forgatták.
A hatodik évadot kolumbiai Rio Claro természetvédelmi parkban forgatták.

## Évadok
| Évad | Évad | Kezdet             | Finálé             | Versenyzők | Epizódok | Dzsungel Királya/ Királynője | Második helyezett | Harmadik helyezett | Műsorvezetők                   | Forgatási helyszín                             |
| ---- | ---- | ------------------ | ------------------ | ---------- | -------- | ---------------------------- | ----------------- | ------------------ | ------------------------------ | ---------------------------------------------- |
|      | 1.   | 2008. október 6.   | 2008. október 22.  | 10         | 17       | Falusi Mariann               | Horváth Éva       | Benkő Dániel       | Sebestyén Balázs Vadon János   | Salto Encantado, Misiones, · Argentína         |
|      | 2.   | 2008. október 27.  | 2008. november 12. | 11         | 17       | Keleti Andrea                | Szőke András      | Rippel Ferenc      | Sebestyén Balázs Vadon János   | Salto Encantado, Misiones, · Argentína         |
|      | 3.   | 2014. október 6.   | 2014. október 22.  | 10         | 17       | Erdei Zsolt                  | Aurelio           | Bódi Sylvi         | Sebestyén Balázs Vadon János   | Kruger Nemzeti Park, · Dél-afrikai Köztársaság |
|      | 4.   | 2014. október 27.  | 2014. november 12. | 11         | 17       | Molnár Andrea                | Baukó Éva         | Sáfrány Emese      | Sebestyén Balázs Vadon János   | Kruger Nemzeti Park, · Dél-afrikai Köztársaság |
|      | 5.   | 2017. november 27. | 2017. december 17. | 12         | 21       | Kabát Péter                  | Wossala Rozina    | Pumped Gabo        | Lékai-Kiss Ramóna Puskás Péter | Kruger Nemzeti Park, · Dél-afrikai Köztársaság |
|      | 6.   | 2022. október 17.  | 2022. november 6.  | 14         | 21       | Curtis                       | Frohner Fecó      | Varga Ádám         | Sebestyén Balázs Vadon János   | Rio Claro, Antioquia, · Kolumbia               |

## Versenyzők
| #   | 1. évad (2008) | 2. évad (2008)                   | 3. évad (2014) | 4. évad (2014)                   | 5. évad (2017) | 6. évad (2022)   |
| --- | -------------- | -------------------------------- | -------------- | -------------------------------- | -------------- | ---------------- |
| 1.  | Falusi Mariann | Keleti Andrea                    | Erdei Zsolt    | Molnár Andrea                    | Kabát Péter    | Curtis           |
| 2.  | Horváth Éva    | Szőke András                     | Aurelio        | Baukó Éva                        | Wossala Rozina | Frohner Fecó     |
| 3.  | Benkő Dániel   | Rippel Ferenc                    | Bódi Sylvi     | Sáfrány Emese                    | Pumped Gabo    | Varga Ádám       |
| 4.  | Dér Heni       | Delhusa Gjon                     | Gáspár Laci    | Cooky                            | Halász Klaudia | Schumacher Vanda |
| 5.  | Gáspár Győző   | Fekete Pákó (meglepetés-játékos) | Szabó Zsófia   | Fekete Pákó (meglepetés-játékos) | Köllő Babett   | Lengyel Ferenc   |
| 6.  | Soma Mamagésa  | Kinter Oszkár                    | Fördős Zé      | Puskás Peti                      | Koholák Alexa  | Múcska Gergő     |
| 7.  | Zentai Márk    | Tóth Gabi                        | Krasznai Tünde | Bunyós Pityu                     | Cicciolina     | Nyári Dia        |
| 8.  | Bárdosi Sándor | Dusev-Janics Natasa              | Gáspár Bea     | Bárdos András                    | Lukács Miklós  | Balázs Mercédesz |
| 9.  | Czene Attila   | Steiner Kristóf                  | Dudás Miklós   | Nyertes Zsuzsa                   | Tóth Andi      | Molnár Nini      |
| 10. | Szabó Patrícia | Zimány Linda                     | Novák Angéla   | Pars Krisztián                   | Anger Zsolt    | Kocsis Tibor     |
| 11. |                | Sütő Enikő                       |                | Hevesi Krisztina                 | Pintér Tibor   | Janicsák Veca    |
| 12. |                |                                  |                |                                  | Herczeg Zoltán | Jázmin Viktória  |
| 13. |                |                                  |                |                                  |                | Tallós Rita      |
| 14. |                |                                  |                |                                  |                | Zámbó Krisztián  |

## Díjak
Story Ötcsillag-díj (2009)